# Peter Štyvar
Peter Štyvar (Rožňava, 13 agosto 1980) è un ex calciatore slovacco, di ruolo attaccante.

## Carriera

### Club
Nel gennaio 2009 il Bristol City ne rileva le prestazioni in cambio di € 1,05 milioni.

### Nazionale
Il 10 febbraio 2009 esordisce contro l'Ucraina (2-3).

## Palmarès

### Club

#### Competizioni nazionali
- Supercoppa di Slovacchia: 1

Zilina: 2007